# Jelena Slesarenko
Jelena Vladimirovna Slesarenko-Sivoesjenko (Russisch: Елена Владимировна Слесаренко) (Wolgograd, 28 februari 1982) is een Russische hoogspringster. Ze werd op dit onderdeel olympisch kampioene en tweemaal wereldindoorkampioene. Ze nam tweemaal deel aan de Olympische Spelen.

## Biografie

### In één keer naar het goud
Als relatief onbekende sprong Slesarenko in 2004 2,04 m en won hiermee bij de wereldindoorkampioenschappen in Boedapest het hoogspringen. Ook won ze goud tijdens de SPAR Europa Cup.
De in het begin van 2004 opgebouwde vorm wist Jelena Slesarenko goed vast te houden, want op de Olympische Spelen in Athene won zij goud en verbrak ze met 2,06 het oude Russische record van Tamara Bykova uit 1984. Haar winnende sprong was tevens een nieuw olympisch record. Daarna deed ze verschillende pogingen om over 2,10 te springen, wat een wereldrecord zou zijn geweest, maar slaagde hierin niet. Slesarenko sloot het seizoen af door zilver te winnen bij de IAAF Wereldatletiekfinale.

### Wereldindoorkampioene 2006
Door blessures kon Jelena Slesarenko het hele seizoen 2005 geen wedstrijden doen. Begin 2006 werd ze echter weer wereldindoorkampioene met 2,02. Op de Europese kampioenschappen van 2006 werd zij echter vijfde, waarbij ze er niet in slaagde om over 2 meter te springen. Een jaar later haalde zij die hoogte weer wel bij de wereldkampioenschappen in Osaka, maar met deze prestatie werd ze vierde en viel ze dus net buiten de medailles. Blanka Vlašić werd hier met een sprong over 2,05 wereldkampioene. Verrassender was dat ditmaal ook de Italiaanse Antonietta di Martino en Slesarenko's landgenote Anna Tsjitsjerova haar de loef afstaken met een sprong over 2,03, voor beiden overigens een persoonlijk en voor de Italiaanse zelfs een nationaal record.

### Olympische titel verspeeld
In 2008 was ze er op de wereldindoorkampioenschappen in Valencia opnieuw bij en weer was het Blanka Vlašić, die aan het langste eind trok. In één keer wipte Slesarenko over 2,01, maar moest passen op 2,03. En dat was nu juist de hoogte, die Vlašić in haar tweede poging wél haalde. Kampioene worden op drie achtereenvolgende indoor-WK's zat er voor haar dus niet in; de zilveren medaille bleek in Valencia het hoogst haalbare.
Later dat jaar kwam Jelena Slesarenko op de Olympische Spelen in Peking opnieuw niet hoger dan 2,01. Door het verrassende optreden van de Belgische Tia Hellebaut, die de titel voor de neus van favoriete Blanka Vlašić wegkaapte én door het optreden van Anna Tsjitsjerova, die haar persoonlijke record van 2,03 van Osaka evenaarde, werd ze voor de tweede maal in een jaar tijd op een groot toernooi buiten de medailles gehouden.
Aan het eind van het lange, vermoeiende atletiekseizoen 2008 kwam Slesarenko niet meer voorbij de 2 meter. In Zürich, bij de Golden Leaguewedstrijd op 29 augustus, bleef ze steken op 1,95 en bij de wedstrijden om de Wereldatletiekfinale in Stuttgart op 14 september sprong ze, evenals bij de twee voorgaande edities, niet hoger dan 1,94.

### In verwachting en comeback
In januari 2012 werd bekend dat Jelena Slesarenko zwanger was, waardoor ze niet in staat was om deel te nemen aan de Olympische Spelen van 2012. Na het overgeslagen seizoen 2012, kwam ze in 2013 wel weer in actie, al haalde ze niet de hoogtes die ze in de voorgaande jaren sprong. Ze kwam dat seizoen over 1,92, wat goed genoeg was om uitgezonden te worden naar de wereldkampioenschappen van Moskou, waar ze optrad voor thuispubliek. Slesarenko kwam niet door de kwalificaties: ze sprong 1,83.
In 2014 sprong Slesarenko haar beste prestatie van dat seizoen tijdens de Beijing World Challenge: 1,85 m.

## Persoonlijke records
| Onderdeel              | Prestatie             | Datum            | Plaats    |
| ---------------------- | --------------------- | ---------------- | --------- |
| hoogspringen (outdoor) | 2,06 m (ex-nat. rec.) | 28 augustus 2004 | Athene    |
| hoogspringen (indoor)  | 2,04 m                | 7 maart 2004     | Boedapest |

## Titels
- Olympisch kampioene hoogspringen - 2004
- Wereldindoorkampioene hoogspringen - 2004, 2006
- Russisch kampioene hoogspringen - 2005
- Russisch indoorkampioene hoogspringen - 2006

## Palmares

### hoogspringen
Kampioenschappen
- 2002: 5e EK indoor - 1,90 m
- 2003:  Universiade - 1,94 m
- 2003:  EK U23 - 1,96 m
- 2004:  Europese indoorbeker - 1,96 m
- 2004:  WK indoor - 2,04 m
- 2004:  Europacup - 2,04 m
- 2004:  OS - 2,06 m
- 2004:  Wereldatletiekfinale - 2,01 m
- 2006:  WK indoor - 2,02 m
- 2006: 5e EK - 1,99 m
- 2006: 4e Wereldatletiekfinale - 1,94 m
- 2006:  Wereldbeker - 1,97 m
- 2007: 4e WK - 2,00 m
- 2007: 4e Wereldatletiekfinale - 1,94 m
- 2008:  WK indoor - 2,01 m
- 2008: 4e OS - 2,01 m
- 2008: 6e Wereldatletiekfinale - 1,94 m
- 2009: 10e WK - 1,92 m
- 2011: 4e WK - 1,97 m
- 2013: 20e in kwal. WK - 1,83 m

Golden League-podiumplaatsen
- 2004:  Golden Gala – 2,03 m
- 2004:  Memorial Van Damme – 2,00 m
- 2004:  ISTAF – 2,00 m
- 2006:  Bislett Games – 1,96 m
- 2006:  Meeting Gaz de France – 2,00 m
- 2007:  Bislett Games – 2,02 m
- 2007:  Meeting Gaz de France – 2,00 m
- 2007:  Weltklasse Zürich – 2,01 m
- 2007:  Memorial Van Damme – 2,01 m
- 2007:  ISTAF – 1,97 m
- 2008:  Golden Gala – 1,98 m

Diamond League-podiumplaatsen
- 2011:  Memorial Van Damme – 1,96 m

1928: Ethel Catherwood ·
1932: Jean Shiley ·
1936: Ibolya Csák ·
1948: Alice Coachman ·
1952: Esther Brand ·
1956: Mildred McDaniel ·
1960: Iolanda Balaș ·
1964: Iolanda Balaș ·
1968: Miloslava Rezková ·
1972: Ulrike Meyfarth ·
1976: Rosemarie Ackermann ·
1980: Sara Simeoni ·
1984: Ulrike Meyfarth ·
1988: Louise Ritter ·
1992: Heike Henkel ·
1996: Stefka Kostadinova ·
2000: Jelena Jelesina ·
2004: Jelena Slesarenko ·
2008: Tia Hellebaut ·
2012: Anna Tsjitsjerova ·
2016: Ruth Beitia ·
2020: Maria Lasitskene ·
2024: Jaroslava Mahoetsjich